# Billie Jean King
Billie Jean King (født Moffitt den 22. november 1943 i Long Beach, Californien, USA) er en tidligere amerikansk tennisspiller. King vandt 39 Grand Slam-titler, herunder 12 titler i single, 16 i damedouble og  11 i mixed double og har spillet en lang række tenniskampe for USA i Federation Cup og i Wightman Cup. Som holdspiller vandt hun syv Federation Cups og ni Wightman Cups.
King var, og er fortsat, fortaler for lighed mellem kønnene. I en alder af 29 år vandt hun i 1973 en stærkt omtalt tenniskamp "Battle of the Sexes" mod den 55-årige Bobby Riggs, ligesom hun grundlagde Women's Tennis Association, World TeamTennis (med den tidligere ægtefælle Larry King), og Women's Sports Foundation. 

## Grand Slam-titler
- Australian Open:
  - Damesingle – 1968 (hun besejrede Margaret Smith Court med 6-1, 6-2 i finalen)
  - Mixed double – 1968 (sammen med Dick Crealy)
- French Open:
  - Mixed double  – 1967 (sammen med Owen Davidson)
  - Mixed double  – 1970 (sammen med Bob Hewitt)
  - Damesingle – 1972 (hun besejrede Evonne Goolagong med 6-3, 6-3 i finalen)
  - Damedouble – 1972 (sammen med Betty Stöve)
- Wimbledon:
  - Damedouble – 1961 (sammen med Karen Hantze Susman)
  - Damedouble – 1962 (sammen med Karen Hantze Susman)
  - Damedouble – 1965 (sammen med Maria Bueno)
  - Damesingle – 1966 (hun besejrede Maria Bueno med 6-3, 3-6, 6-1 i finalen)
  - Damesingle – 1967 (hun besejrede Ann Haydon-Jones med 6-3, 6-4 i finalen)
  - Damedouble – 1967 (sammen med Rosie Casals)
  - Mixed double  – 1967 (sammen med Owen Davidson)
  - Damesingle – 1968 (hun besejrede Judy Dalton Tegart med  9-7, 7-5 i finalen)
  - Damedouble – 1968 (sammen med Rosie Casals)
  - Damedouble – 1970 (sammen med Rosie Casals)
  - Damedouble – 1971 (sammen med Rosie Casals)
  - Mixed double – 1971 (sammen med Owen Davidson)
  - Damesingle – 1972 (hun besejrede Evonne Goolagong med 6-3, 6-3 i finalen)
  - Damedouble – 1972 (sammen med Betty Stöve)
  - Damesingle – 1973 (hun besejrede Chris Evert med 6-0, 7-5 i finalen)
  - Damedouble – 1973 (sammen med Rosie Casals)
  - Mixed double – 1973 (sammen med Owen Davidson)
  - Mixed double – 1974 (sammen med Owen Davidson)
  - Damesingle – 1975 (hun besejrede Evonne Goolagong Cawley med 6-0, 6-1 i finalen)
  - Damedouble – 1979 (sammen med Martina Navratilova)

- US Open:
  - Damedouble – 1964 (sammen med Karen Hantze Susman)
  - Damesingle – 1967 (hun besejrede Ann Haydon-Jones med 11-9, 6-4 i finalen)
  - Damedouble – 1967 (sammen med Rosie Casals)
  - Mixed double – 1967 (sammen med Owen Davidson)
  - Damesingle – 1971 (hun besejrede Rosie Casals med 6-4, 7-6 i finalen)
  - Mixed double – 1971 (sammen med Owen Davidson)
  - Damesingle – 1972 (hun besejrede Kerry Melville med 6-3, 7-5 i finalen)
  - Mixed double – 1973 (sammen med Owen Davidson)
  - Damesingle – 1974 (hun besejrede Evonne Goolagong med 3-6, 6-3, 7-5 i finalen)
  - Damedouble – 1974 (sammen med Rosie Casals)
  - Mixed double – 1976 (sammen med Phil Dent)

## Hæder
King blev optaget i International Tennis Hall of Fame in 1987. Hun modtog i 1972, sammen med John Wooden, udmærkelse som Sports Illustrated's Sportsman of the Year og var en af Time "Persons of the Year" i 1975. King har endvidere modtaget Presidential Medal of Freedom. Hun blev optaget i National Women's Hall of Fame i 1990. I 2006 blev USTA National Tennis Center i New York City omdøbt til "USTA Billie Jean King National Tennis Center".